# Västernorrlands län

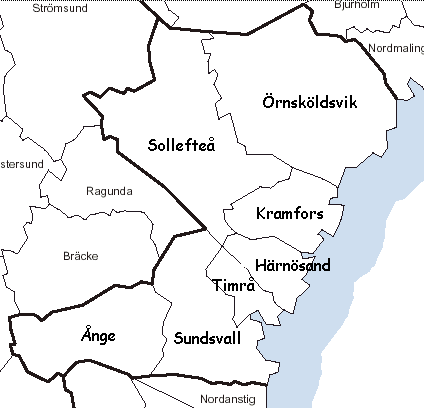
Kommunerna i länet

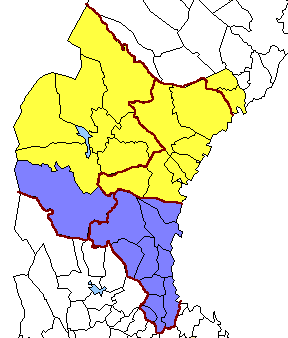
1646 bildades Hudiksvalls län (blått) och Härnösands län (gult). Dessa sammanslogs 1654 till Västernorrlands län (både gult och blått), som 1762 delades i Gävleborgs län (östra delen av blått) och Västernorrlands län (östra delen av gult). Mellan 1646 och 1762 förändrades dock Västernorrlands län flera gånger. När Jämtlands län grundades 1810 fick det även Härjedalen. Dagens länsgränser kan ses i rött.

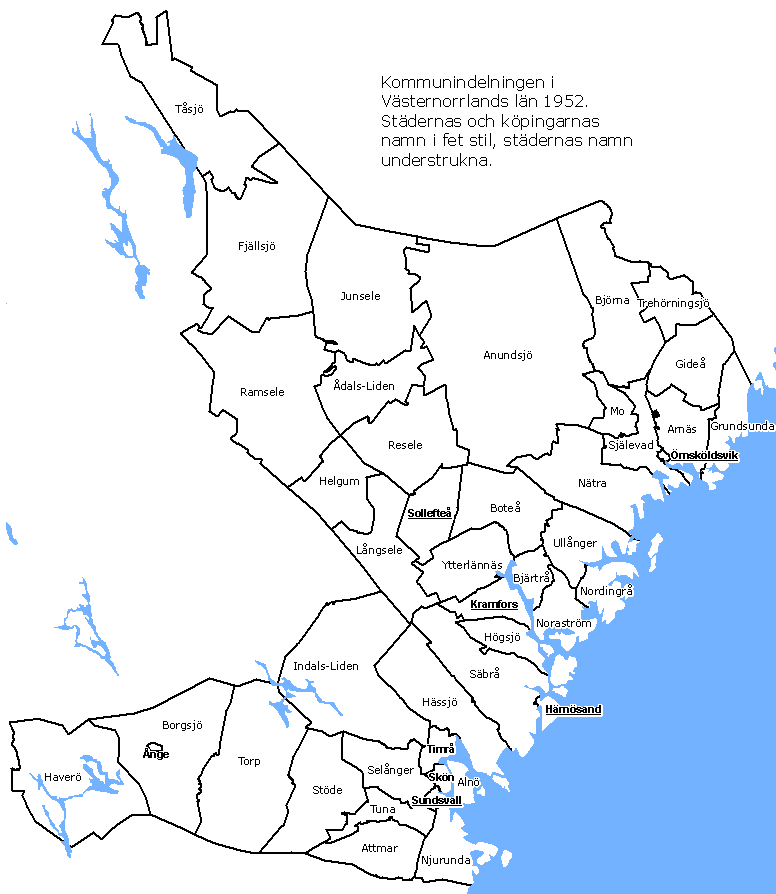
Kommunindelningen i Västernorrlands län 1952. Notera att länsgränsen har ändrats sedan dess. De dåvarande landskommunerna Fjällsjö och Tåsjö har överförts till Jämtlands län.

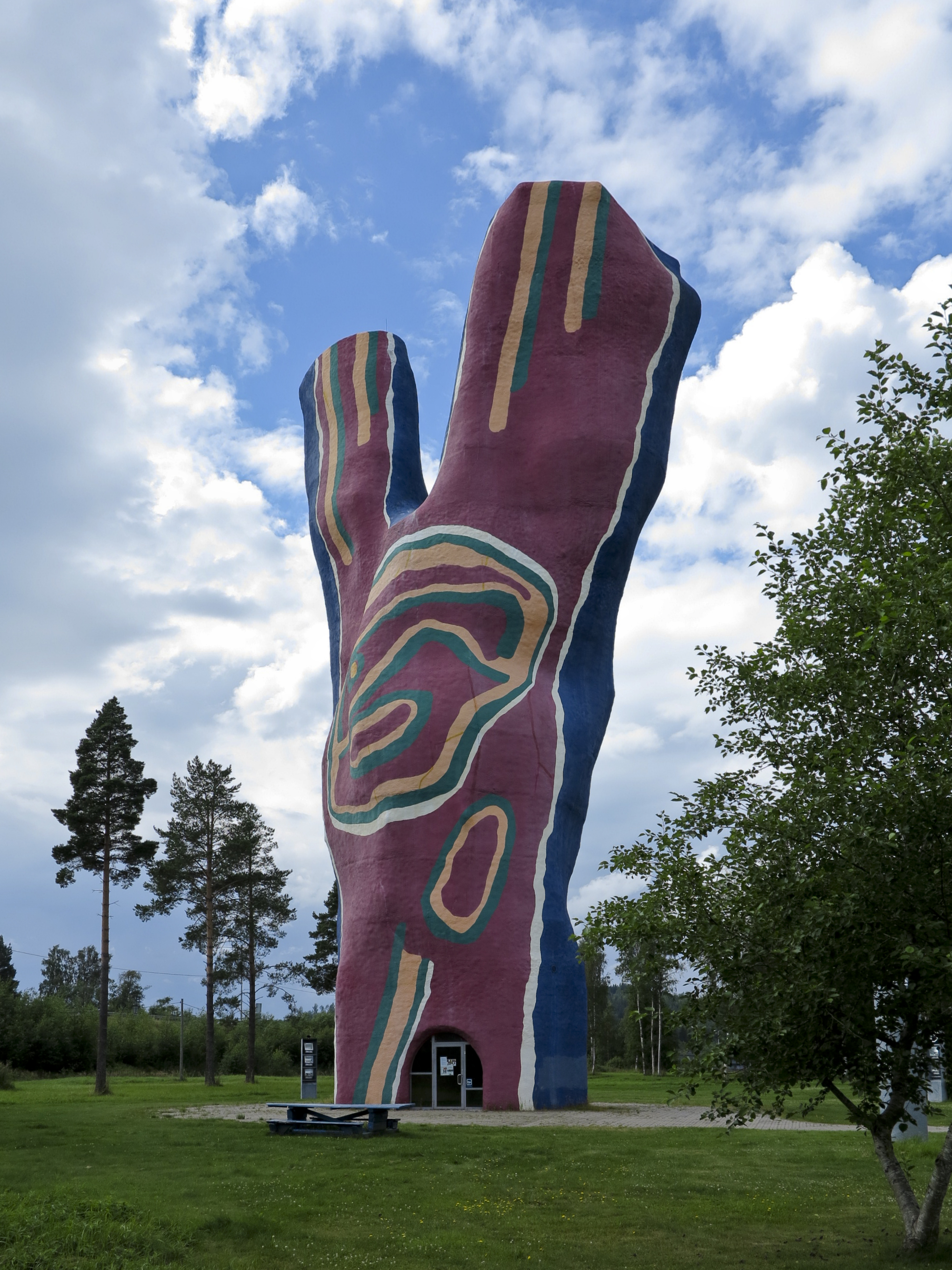
Y:et, skulptur i Timrå kommun föreställande Västernorrlands länsbokstav.

Västernorrlands län är ett av Sveriges län, beläget i mellersta Norrlands östra del, vars residensstad är Härnösand men dess största ort är Sundsvall. I norr gränsar länet till Västerbottens län, i väster till Jämtlands län och i söder till Gävleborgs län.
Av Sveriges 21 län är Västernorrland det till ytan sjätte största, befolkningsmässigt det femte minsta. Av Norrlands fem län är Västernorrland det till ytan såväl som folkmängden näst minsta, men samtidigt det näst folktätaste. Länets folkmängd minskade med 10,9 procent åren 1970 till 2005, vilket gör Västernorrland till det län som har haft svagast befolkningsutveckling under den perioden.

## Historia
Medelpad och Ångermanland räknades ända in på 1300-talet som en del av landskapet Hälsingland och löd således under Hälsingelagen. Landsdelen Norrland nämns i skrift första gången 1434. Västernorrland (Wester Norlanden) omfattade från 1500-talet de norrländska landen – även lappmarkerna – på den svenska, västra sidan av Bottniska viken, medan Östernorrland var en benämning på det finska Österbotten.
Ett första Västernorrlands län bildades som ett resultat av 1634 års regeringsform. Därefter har det hela tiden (utom åren 1646–1654) funnits ett län med detta namn, men det har haft olika omfattning under olika tidsperioder. Här lämnas en översikt över Västernorrlands län genom tiderna. Under de perioder då Hudiksvall var residensstad kallades länet även för Hudiksvalls län, och när Gävle var residensstad kallades det även för Gävleborgska länet.
- 1634–37. Hälsingland, Medelpad, Ångermanland, Västerbotten samt Ångermanna, Ume, Pite, Lule och Torne lappmarker. Residensstad: Hudiksvall.
- 1637–45. Hälsingland, Medelpad, Ångermanland samt Ångermanna lappmark. Av det nordligare området hade Västerbottens län bildats. Från 1641 utökades Västernorrlands län med Gästrikland, som dittills hade utgjort änkedrottning Maria Eleonoras livgeding. Residensstad: Hudiksvall. År 1646 delades Västernorrlands län upp i Härnösands och Hudiksvalls län och upphörde därför att existera under några år.
- 1654–58. Gästrikland, Hälsingland, Härjedalen, Jämtland, Medelpad, Ångermanland och Ångermanna lappmark. Residensstad: Gävle.
- 1658–60. Gästrikland, Hälsingland, Medelpad, Ångermanland och Ångermanna lappmark. De västliga landskapen ingick under dessa år i Trondheims län. Residensstad: Gävle.
- 1660–64. Gästrikland, Hälsingland, Medelpad, Härjedalen, Jämtland, Ångermanland och Västerbotten utom Tornedalen samt Ångermanna, Ume, Pite och Lule lappmarker. Torne lappmark ingick under denna period i Österbottens län. Residensstad: Gävle.
- 1664–94. Gästrikland, Hälsingland, Härjedalen, Jämtland, Medelpad, Ångermanland och Ångermanna lappmark. Residensstad: Gävle.
- 1694–1762. Gästrikland, Hälsingland, Härjedalen, Jämtland, Medelpad och Ångermanland. Ångermanna lappmark överfördes 1694 till Västerbottens län. Residensstad: Gävle.
- 1762–1810. Medelpad, Ångermanland och Jämtland utom ett område sydväst om Hundshögen som hörde till Gävleborgs län. Residensstad: Sundsvall till 1778, därefter Härnösand.
- 1810–. Medelpad och Ångermanland, utom Nordmaling och Bjurholm som detta år överfördes till Västerbottens län. År 1974 överfördes de ångermanländska församlingarna Fjällsjö, Tåsjö och Bodum till Jämtlands län, varigenom Västernorrlands län fick den utsträckning som det har i dag.

## Geografi
Länet omfattar Medelpad i sin helhet samt större delen av Ångermanland. Dessutom ingår mindre delar av Hälsingland (som en mindre del av Attmars socken tillhör) och Jämtland (området runt Överturingen). 
De ångermanländska församlingarna Tåsjö, Bodum och Fjällsjö församlingar i Strömsunds kommun ingår dock i Jämtlands län. Ångermanland omfattar även Nordmalings kommun, Bjurholms kommun samt större delen av Hörnefors församling i Umeå kommun som dock ingår i Västerbottens län.

### Topografi
Länets högsta berg är Solbergsliden i Ångermanland med 594 m.

### Hydrografi
De längsta floderna som rinner genom länet är Ångermanälven med 450 km, Järpströmmen-Indalsälven 420 km och Ljungan 350 km.

## Styre och politik

### Administrativ indelning
Länet består av följande kommuner ordnade i avtagande storleksordning, enligt SCB 2024-12-31:
| Nr | Kommun               | Folkmängd |
| -- | -------------------- | --------- |
| 1  | Sundsvalls kommun    | 99 048    |
| 2  | Örnsköldsviks kommun | 55 443    |
| 3  | Härnösands kommun    | 24 515    |
| 4  | Sollefteå kommun     | 18 396    |
| 5  | Kramfors kommun      | 17 491    |
| 6  | Timrå kommun         | 17 521    |
| 7  | Ånge kommun          | 9 044     |

Residensstadens kommun är i fet stil

### Politik
Politiska styret för Region Västernorrland över tid

| År        | Partier | Partier | Partier | Partier | Partier | Partier |
| --------- | ------- | ------- | ------- | ------- | ------- | ------- |
| 1926-1998 | S       |         |         |         |         |         |
| 1998-2010 | S       | V       |         |         |         |         |
| 2010-2014 | M       | SP      | C       | FP      | MP      | KD      |
| 2014-2016 | S       | V       | MP      |         |         |         |
| 2016-2018 | S       | MP      |         |         |         |         |
| 2018–2022 | S       | M       | L       |         |         |         |
| 2022-2026 | S       | M       | C       |         |         |         |

#### Politiska majoriteter i Västernorrlands län
| Region                | Politiskt styre | Politiskt styre | Politiskt styre   | Politiskt styre   | Politiskt styre   | Politiskt styre   | Politiskt styre   | Antal mandat | Källa |
| Region Västernorrland |                 |                 |                   | S+M+L (2018-2022) | S+M+L (2018-2022) | S+M+L (2018-2022) | S+M+L (2018-2022) | 41 av 77     | [ 7 ] |
| Region Västernorrland |                 |                 | S+L (April 2022-) | S+L (April 2022-) | S+L (April 2022-) | S+L (April 2022-) | S+L (April 2022-) | 31 av 77     | [ 8 ] |

| Kommun       | Politiskt styre | Politiskt styre | Politiskt styre | Politiskt styre    | Politiskt styre    | Politiskt styre    | Politiskt styre    | Antal mandat         | Källa  |
| Härnösand    |                 |                 |                 |                    | S+V+MP+KD          | S+V+MP+KD          | S+V+MP+KD          | 23 av 43             | [ 9 ]  |
| Kramfors     |                 |                 | S+V             | S+V                | S+V                | S+V                | S+V                | 23 av 41             | [ 10 ] |
| Sollefteå    |                 |                 |                 | C+VI+V (2018–2021) | C+VI+V (2018–2021) | C+VI+V (2018–2021) | C+VI+V (2018–2021) | 24 av 45             | [ 11 ] |
| Sollefteå    |                 |                 | C+V (2021-)     | C+V (2021-)        | C+V (2021-)        | C+V (2021-)        | C+V (2021-)        | 15 av 45 (minoritet) | [ 12 ] |
| Sundsvall    |                 |                 |                 | S+C+V              | S+C+V              | S+C+V              | S+C+V              | 46 av 81             | [ 13 ] |
| Timrå        |                 |                 | S+V (2018-2020) | S+V (2018-2020)    | S+V (2018-2020)    | S+V (2018-2020)    | S+V (2018-2020)    | 21 av 41             | [ 14 ] |
| Timrå        |                 |                 | S+V (2020-)     | S+V (2020-)        | S+V (2020-)        | S+V (2020-)        | S+V (2020-)        | 20 av 41 (minoritet) | [ 15 ] |
| Ånge         |                 |                 | S+V             | S+V                | S+V                | S+V                | S+V                | 18 av 35             | [ 16 ] |
| Örnsköldsvik |                 | S               | S               | S                  | S                  | S                  | S                  | 26 av 61 (minoritet) | [ 17 ] |

## Ekonomi och infrastruktur

### Infrastruktur

#### Transporter
För allmänna busskommunikationer inom länet ansvarar Kollektivtrafikmyndigheten i Västernorrlands län. Norrtåg och dess operatör Vy Tåg ansvarar för regionala dagtåg över länsgränserna norrut och västerut (Sundsvall–Östersund och Sundsvall–Örnsköldsvik–Umeå). SJ kör nattåg Stockholm–Sundsvall–Luleå/Narvik på uppdrag av Trafikverket. SJ kör även dagtåg Stockholm–Sundsvall–Umeå.  Dessutom kör X-trafik regionaltåg mellan Sundsvall och Gävle. 
Det finns tre flygplatser i länet: Sundsvall, Kramfors och Örnsköldsvik.

## Befolkning

### Demografi

#### Största tätorter
De 10 största tätorterna i länet enligt Statistiska centralbyråns tätortsavgränsning den 31 december 2018:
| Nr | Tätort         | Kommun               | Folkmängd (31 december 2018) |
| -- | -------------- | -------------------- | ---------------------------- |
| 1  | Sundsvall      | Sundsvalls kommun    | 58 477                       |
| 2  | Örnsköldsvik   | Örnsköldsviks kommun | 33 348                       |
| 3  | Härnösand      | Härnösands kommun    | 18 563                       |
| 4  | Timrå          | Timrå kommun         | 10 549                       |
| 5  | Sollefteå      | Sollefteå kommun     | 8 905                        |
| 6  | Kramfors       | Kramfors kommun      | 6 843                        |
| 7  | Vi             | Sundsvalls kommun    | 5 856                        |
| 8  | Kvissleby      | Sundsvalls kommun    | 5 119                        |
| 9  | Matfors        | Sundsvalls kommun    | 3 386                        |
| 10 | Njurundabommen | Sundsvalls kommun    | 2 854                        |

Residensstaden är i fet stil.

#### Befolkningsutveckling
Sågverksepoken gav länet avsevärt snabbare befolkningsutveckling än landet i övrigt under 1800-talets sista decennier. Länet har uppvisat en svagare befolkningsutveckling än landet i övrigt sedan 1930-talet till följd av nettoutflyttning. Folkmängden var som störst kring år 1960, och har sedan dess minskat med 16,4 procent fram till år 2012, vilket innebär att Västernorrland är det av landets län som har haft svagast befolkningsutveckling sedan 1960.   
| Befolkningsutvecklingen i Västernorrlands län 1805–2024 | Befolkningsutvecklingen i Västernorrlands län 1805–2024 | Befolkningsutvecklingen i Västernorrlands län 1805–2024 | Befolkningsutvecklingen i Västernorrlands län 1805–2024 | Befolkningsutvecklingen i Västernorrlands län 1805–2024 |
| ------------------------------------------------------- | ------------------------------------------------------- | ------------------------------------------------------- | ------------------------------------------------------- | ------------------------------------------------------- |
|                                                         |                                                         |                                                         |                                                         |                                                         |
| År                                                      |                                                         |                                                         | Folkmängd                                               | Del i rikets folkmängd                                  |
| 1805                                                    | 1805                                                    |                                                         | 59 684                                                  | 2,47 %                                                  |
| 1810                                                    | 1810                                                    |                                                         | 60 500                                                  | 2,54 %                                                  |
| 1815                                                    | 1815                                                    |                                                         | 63 123                                                  | 2,56 %                                                  |
| 1820                                                    | 1820                                                    |                                                         | 67 087                                                  | 2,6 %                                                   |
| 1825                                                    | 1825                                                    |                                                         | 72 237                                                  | 2,61 %                                                  |
| 1830                                                    | 1830                                                    |                                                         | 78 421                                                  | 2,72 %                                                  |
| 1835                                                    | 1835                                                    |                                                         | 83 920                                                  | 2,77 %                                                  |
| 1840                                                    | 1840                                                    |                                                         | 85 875                                                  | 2,74 %                                                  |
| 1845                                                    | 1845                                                    |                                                         | 93 775                                                  | 2,83 %                                                  |
| 1850                                                    | 1850                                                    |                                                         | 99 558                                                  | 2,86 %                                                  |
| 1855                                                    | 1855                                                    |                                                         | 107 631                                                 | 2,96 %                                                  |
| 1860                                                    | 1860                                                    |                                                         | 116 669                                                 | 3,02 %                                                  |
| 1865                                                    | 1865                                                    |                                                         | 127 524                                                 | 3,1 %                                                   |
| 1870                                                    | 1870                                                    |                                                         | 134 598                                                 | 3,23 %                                                  |
| 1875                                                    | 1875                                                    |                                                         | 150 234                                                 | 3,43 %                                                  |
| 1880                                                    | 1880                                                    |                                                         | 169 195                                                 | 3,71 %                                                  |
| 1885                                                    | 1885                                                    |                                                         | 184 884                                                 | 3,95 %                                                  |
| 1890                                                    | 1890                                                    |                                                         | 208 763                                                 | 4,36 %                                                  |
| 1895                                                    | 1895                                                    |                                                         | 217 220                                                 | 4,42 %                                                  |
| 1900                                                    | 1900                                                    |                                                         | 232 311                                                 | 4,52 %                                                  |
| 1905                                                    | 1905                                                    |                                                         | 240 873                                                 | 4,55 %                                                  |
| 1910                                                    | 1910                                                    |                                                         | 250 512                                                 | 4,54 %                                                  |
| 1915                                                    | 1915                                                    |                                                         | 259 826                                                 | 4,55 %                                                  |
| 1920                                                    | 1920                                                    |                                                         | 265 227                                                 | 4,49 %                                                  |
| 1925                                                    | 1925                                                    |                                                         | 273 220                                                 | 4,51 %                                                  |
| 1930                                                    | 1930                                                    |                                                         | 278 562                                                 | 4,54 %                                                  |
| 1935                                                    | 1935                                                    |                                                         | 282 103                                                 | 4,51 %                                                  |
| 1940                                                    | 1940                                                    |                                                         | 275 474                                                 | 4,32 %                                                  |
| 1945                                                    | 1945                                                    |                                                         | 278 707                                                 | 4,18 %                                                  |
| 1950                                                    | 1950                                                    |                                                         | 283 750                                                 | 4,03 %                                                  |
| 1955                                                    | 1955                                                    |                                                         | 289 365                                                 | 3,97 %                                                  |
| 1960                                                    | 1960                                                    |                                                         | 285 676                                                 | 3,81 %                                                  |
| 1965                                                    | 1965                                                    |                                                         | 277 467                                                 | 3,57 %                                                  |
| 1970                                                    | 1970                                                    |                                                         | 273 456                                                 | 3,38 %                                                  |
| 1975                                                    | 1975                                                    |                                                         | 268 034                                                 | 3,27 %                                                  |
| 1980                                                    | 1980                                                    |                                                         | 267 935                                                 | 3,22 %                                                  |
| 1985                                                    | 1985                                                    |                                                         | 262 314                                                 | 3,05 %                                                  |
| 1990                                                    | 1990                                                    |                                                         | 261 155                                                 | 3,05 %                                                  |
| 1995                                                    | 1995                                                    |                                                         | 258 290                                                 | 2,92 %                                                  |
| 2000                                                    | 2000                                                    |                                                         | 246 903                                                 | 2,78 %                                                  |
| 2005                                                    | 2005                                                    |                                                         | 243 736                                                 | 2,69 %                                                  |
| 2010                                                    | 2010                                                    |                                                         | 242 625                                                 | 2,58 %                                                  |
| 2015                                                    | 2015                                                    |                                                         | 243 754                                                 | 2,49 %                                                  |
| 2024                                                    | 2024                                                    |                                                         | 241 458                                                 | 2.28 %                                                  |

## Kultur

### Traditioner

#### Kultursymboler och viktiga personligheter
Länsvapnet
Blasonering: Kluven sköld: I, Ångermanlands vapen, fält II Medelpads vapen
Innan det nuvarande vapnet fastställdes 1941 använde länsstyrelsen olika varianter, bland annat med landskapsvapnen i olika sköldar.